# Jilem (kraj południowoczeski)
Jilem – wieś i gmina w Czechach, w powiecie Jindřichův Hradec, w kraju południowoczeskim.
1 stycznia 2017 gminę zamieszkiwało 125 osób, a ich średni wiek wynosił 41,9 roku.